# Waldemar Bastos
Waldemar dos Santos Alonso de Almeida Bastos, conocido artísticamente como Waldemar Bastos (Mbanza Kongo, Angola, 4 de enero de 1954 - Lisboa, 10 de agosto de 2020) fue un músico y cantautor de Angola que combinaba Afropop, Fado portugués, e influencias brasileñas.

## Trayectoria artística
De bisabuelo español, empezó a cantar a edad precoz utilizando instrumentos de su padre. Después de la independencia de Angola en 1975 a causa de la revolución de los claveles, en 1982 emigró de la República Popular de Angola hacia Portugal para escapar a la guerra civil entre el marxista MPLA y UNITA.
Waldemar Bastos consideraba su música como un reflejo de su vida y sus experiencias, sus temas llaman a la fraternidad universal. En 2008 fue distinguido con un Diploma de Miembro Fundador, de 25 años, de la União dos Artistas e Compositores y un premio World Music Award, en 1999. The New York Times en 1998 consideró el disco Pretaluz una de las mejores obra de su época.

## Discografía
- 1983: Estamos Juntos (EMI Records Ltd)
- 1989: Angola Minha Namorada (EMI Portugal)
- 1992: Pitanga Madura (EMI Portugal)
- 1997: Pretaluz [blacklight] (Luaka Bop)
- 2004: Renascence (World Connection)
- 2008: Love Is Blindness (2008)
- 2012: Classics of my soul (2012)